# Cavaglietto
Cavaglietto – miejscowość i gmina we Włoszech, w regionie Piemont, w prowincji Novara.
Według danych na rok 2004 gminę zamieszkiwało 396 osób, 66 os./km².